# José Elías Balmaceda

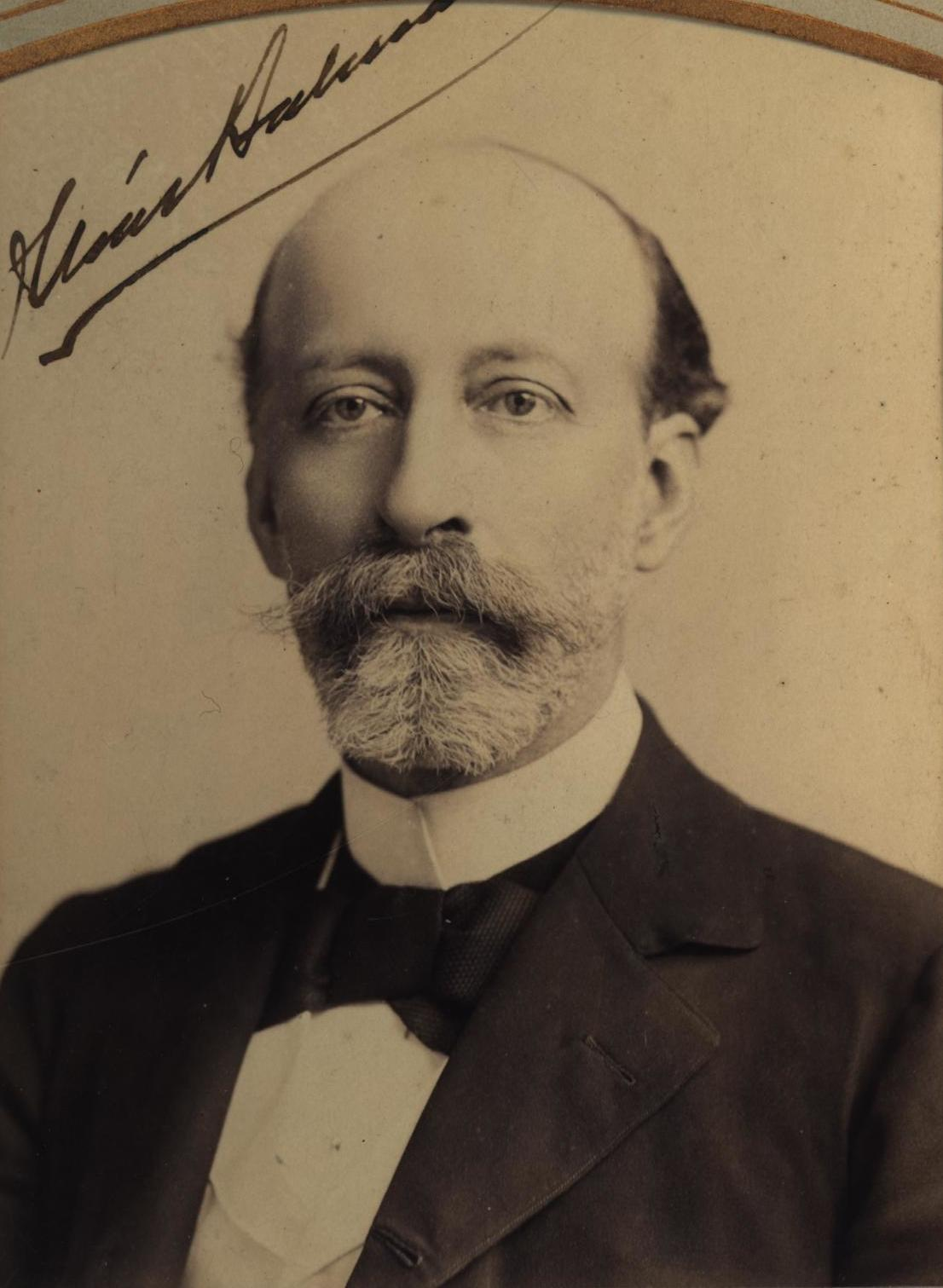
José Elías Balmaceda (1905).

José Elías Balmaceda Fernández (Santiago, 1 de diciembre de 1849 - ibídem, 1917) Agricultor, poeta y político chileno.

## Biografía
Hijo de Manuel de Balmaceda Ballesteros y Encarnación Fernández Salas, y hermano del presidente de Chile José Manuel Balmaceda.
Realizó sus estudios en el Colegio Inglés de Valparaíso, para luego dedicarse a las labores agrícolas. 
Se inició muy joven en la carrera pública, como diputado por el departamento de Casablanca por el periodo 1876-1879. 
Fue senador por varios periodos: por Tarapacá en los periodos 1897-1903 y 1903-1909. Es durante estos periodos donde defiende la nacionalización del salitre en los debates parlamentarios. Por ejemplo, tuvo palabras ante el desprendimiento del Estado de los terrenos que poseía donde se explotaba el salitre:
"Esos pedimentos van siendo totalmente acaparados por sindicatos extranjeros por medio de la compra a vil precio, a dos peniques por quintal de las existencias de salitre calculadas. De este modo, no solo no se habrá conseguido nacionalizar la industria o que tengamos parte importante de ella, sino que se va a desnacionalizar los terrenos".
Después es senador por la provincia de Ñuble en el período 1909-1915. Fue uno de los hombres públicos prestigiosos del Partido Liberal Democrático, facción liberal continuadora de la obra del gobierno de José Manuel Balmaceda.
En 1909 ocupó la presidencia del Senado, distinguiéndose en la dirección de los debates de ese alto cuerpo legislativo. Fue convencido propagandista de la nacionalización del salitre, un defensor de las prerrogativas constitucionales del Presidente de la República y un economista de versación y de patrióticos anhelos por el mejoramiento económico del país. 
La Provincia de Tarapacá le debió el estudio concienzudo de sus intereses y su defensa en el Senado. La destrucción del monopolio del agua potable de Iquique se debió a él, escudriñando los archivos y exhibiendo a los ojos del país en un libro y con sus discursos en el Senado, los secretos de ese monopolio. 
Agricultor instruido y progresista, labró su fortuna en la explotación de sus valiosas haciendas. 
Como parlamentario, fueron muchas las cuestiones de diverso género que dilucidó con criterio propio y erudición. A veces sus ideas iban contra la corriente general, no siempre instruida y justiciera, y el tiempo y los sucesos confirmaban la exactitud de sus juicios. 
Combatió el proyecto Krauss de dársenas en Valparaíso, sostuvo la necesidad de estudiar antes, como obra primordial, la construcción de un gran rompe-olas que abrigara las dársenas; y combatió como un error técnico capital, que se construyera un puerto sin ante-puertos. Estas ideas fueron corroboradas más tarde por los proyectos del especialista ingeniero señor Scott y del eminente ingeniero constructor del Puerto de Montevideo, Mr. Guérad, que apreciaron el problema del mismo modo.
Muy interiorizado en todos los asuntos de las provincias del norte, cuyos problemas abarcó completamente, combatió el monopolio ferrocarrilero de Antofagasta que se levantaba como un peligro para la industria salitrera y defendió siempre en el Senado todo lo que se refería al bienestar de esta industria y al progreso material de esas provincias. 
En las discusiones sobre asuntos navales y especialmente en la que originó las reparaciones del "Capitán Prat", reveló un estudio concienzudo de lo que afectaba tan gravemente al interés del país en la rehabilitación de esa nave, que era la primera de combate para la defensa nacional. 
Como representante de Tarapacá combatió la construcción del ferrocarril de Arica a la Paz por estimar que no pagaría la garantía, que no sería factor de la chilenización de Tacna y Arica y que no favorecería eficazmente el comercio con Bolivia. En cambio sostuvo con vigor la construcción del ferrocarril de Iquique a Oruro con gran acopio de datos y conocimientos como el único que consultaba los intereses del país. 
De igual forma combatió el Tratado de Paz con Bolivia, que despojaba a Chile de la rica e inmensa región boratera y minera de Tarapacá, cambiando los límites bien definidos y tradicionales. 
Aunque, como liberal democrático profesó en doctrina las ideas de su partido, sustentó las del respeto a las fuerzas y legítimas prerrogativas constitucionales del Parlamento. 
Como hombre de partido, fue consecuente con sus ideas, sin perder su independencia de carácter. 
Sirvió con desprendimiento a su partido y a sus correligionarios. 
Fue Ministro del Interior en 1915 bajo el gobierno del presidente Juan Luis Sanfuentes.
José Elías Balmaceda falleció soltero, sin descendencia, en 1917.